# Георги (българи)
Списък на български личности, носещи личното име Георги (по абучен ред).

## Държавници, политици и военни дейци
- Георги I Тертер, български цар (13 в.-след 1301)
- Георги Ацев, български революционер (1883 – 1906)
- Георги Баждаров, български революционер (1881 – 1929)
- Георги Бенковски, български революционер (1843 – 1876)
- Георги Димитров, български политик (1882 – 1949)
- Георги Жеков, български революционер (ок. 1854 – 1875)
- Георги Занков, български революционер (1886 – 1949)
- Георги Кондолов, български революционер (1858 – 1903)
- Георги Кьосеиванов, български политик (1884 – 1960)
- Георги Мамарчев, български революционер (1786 – 1846)
- Георги Обретенов, български революционер (след 1849 – 1876)
- Георги Попхристов, български революционер (1876 – 1962)
- Георги Пулевски, български революционер (1817 – 1893)
- Георги Първанов, български политик (1957)
- Георги Раковски, български революционер (1821 – 1967)
- Георги Скрижовски, български революционер (1882 – 1925)
- Георги Сугарев, български революционер (1876 – 1906)
- Георги Танев, български политик (1935 – 2024)
- Георги Танев, български политик (1943)
- Георги Тодоров, български военен деец (1858 – 1934)
- Георги Трайчев, български революционер (1869 – 1945)
- Георги Христов, български революционер (1876 – 1964)
- Георги Чолаков, български партизанин (1911 – 1944)
- Георги Шкорнов, български революционер (1873 – 1935)
- Гоце Делчев, български революционер (1872 – 1903)

## Дейци от духовната и културната сфера
- Георги Георгиев – Гец, български актьор (1926 – 1996)
- Георги Господинов, български писател (1968)
- Георги Дюлгеров, български режисьор (1943)
- Георги Зимбилев, български просветен деец (1820 – 1880)
- Георги Златарски, български геолог (1854 – 1909)
- Георги Калоянчев, български артист (1925 – 2012)
- Георги Кехайов, български цирков артист (1938 – 2010)
- Георги Лебамов, български общественик (1927)
- Георги Мишев, български сценарист (1935)
- Георги Молеров, български зограф (1848 – 1878)
- Георги Новаков, български артист (1949)
- Георги Новаков Джонгар, български архитект (? – ок. 1900 г.)
- Георги Парцалев, български артист (1925 – 1989)
- Георги Паунчев, български просветен деец (1858 – 1915)
- Георги Русев, български артист (1928 – 2011)
- Георги Стрезов, български учен (1864 – 1938)
- Георги Христов, български поп певец (1964)
- Георги Черкелов, български актьор (1930 – 2012)

## Спортисти
- Георги Аспарухов, български футболист (1943 – 1971)
- Георги Илиев, български борец (1966 – 2005)
- Георги Танев, български футболист (1943)